# Campionati europei di atletica leggera indoor 2023 - Staffetta 4×400 metri femminile
La gara della staffetta 4×400 metri femminile ai campionati europei di atletica leggera indoor di Istanbul 2023 si è svolta il 5 marzo 2023 presso l'Ataköy Athletics Arena.

## Podio
| Pos.    | Nazione                                                                               |
| ------- | ------------------------------------------------------------------------------------- |
| Oro     | Paesi Bassi Lieke Klaver, Eveline Saalberg, Cathelijn Peeters, Femke Bol              |
| Argento | Italia Alice Mangione, Ayomide Folorunso, Anna Polinari, Eleonora Marchiando          |
| Bronzo  | Polonia Anna Kiełbasińska, Marika Popowicz-Drapała, Alicja Wrona-Kutrzepa, Anna Pałys |

## Record
| Record                | Record                                                                     | Record  | Record               | Record          |
| --------------------- | -------------------------------------------------------------------------- | ------- | -------------------- | --------------- |
| Record mondiale       | Russia Julija Guščina, Ol'ga Kotljarova, Ol'ga Zajceva, Olesja Krasnomovec | 3'23"37 | Glasgow, Regno Unito | 28 gennaio 2006 |
| Record europeo        | Russia Julija Guščina, Ol'ga Kotljarova, Ol'ga Zajceva, Olesja Krasnomovec | 3'23"37 | Glasgow, Regno Unito | 28 gennaio 2006 |
| Record dei campionati | Paesi Bassi Lieke Klaver, Marit Dopheide, Lisanne De Witte, Femke Bol      | 3'27"15 | Toruń, Polonia       | 7 marzo 2021    |

## Qualificazione
Alle staffette possono prendere parte sei squadre nazionali: un posto è assegnato alla squadra della nazione ospitante, tre posti sono assegnati in base al ranking della staffetta 4×400 metri della stagione outdoor 2022, mentre i rimanenti due posti (o tre quando il paese ospitante rinuncia al proprio posto, come per la staffetta turca femminile) sono assegnati sulla base della somma dei tempi dei 400 m dei singoli atleti nella stagione al coperto 2023 alla data del 19 febbraio 2023.

## Programma
| Data    | Ora   | Turno  |
| ------- | ----- | ------ |
| 5 marzo | 19:25 | Finale |

## Risultati

### Finale[1]
| Posizione | Corsia | Nazione       | Atlete                                                                        | Tempo   | Note                                                                               |
| --------- | ------ | ------------- | ----------------------------------------------------------------------------- | ------- | ---------------------------------------------------------------------------------- |
| Oro       | 6      | Paesi Bassi   | Lieke Klaver, Eveline Saalberg, Cathelijn Peeters, Femke Bol                  | 3'25"66 | Record dei campionati · Miglior prestazione mondiale stagionale · Record nazionale |
| Argento   | 3      | Italia        | Alice Mangione, Ayomide Folorunso, Anna Polinari, Eleonora Marchiando         | 3'28"61 | Record nazionale                                                                   |
| Bronzo    | 4      | Polonia       | Anna Kiełbasińska, Marika Popowicz-Drapała, Alicja Wrona-Kutrzepa, Anna Pałys | 3'29"31 | Miglior prestazione personale stagionale                                           |
| 4         | 1      | Rep. Ceca     | Tereza Petržilková, Marcela Píriková, Nikola Bendová, Lada Vondrová           | 3'31"26 | Miglior prestazione personale stagionale                                           |
| 5         | 5      | Irlanda       | Sophie Becker, Sharleen Mawdsley, Cliodhna Manning, Phil Healy                | 3'32"61 | Miglior prestazione personale stagionale                                           |
| 6         | 2      | Gran Bretagna | Hanna Kelly, Catys McAulay, Nicole Kendall, Mary Abichi                       | 3'32"65 | Miglior prestazione personale stagionale                                           |